# Sakówko
Sakówko – osada w Polsce położona w województwie warmińsko-mazurskim, w powiecie elbląskim, w gminie Pasłęk. Wieś jest siedzibą sołectwa Sakówko, w skład którego wchodzi również miejscowość Pólko.
W latach 1975–1998 miejscowość administracyjnie należała do województwa elbląskiego.